# Sondershäuser Verband

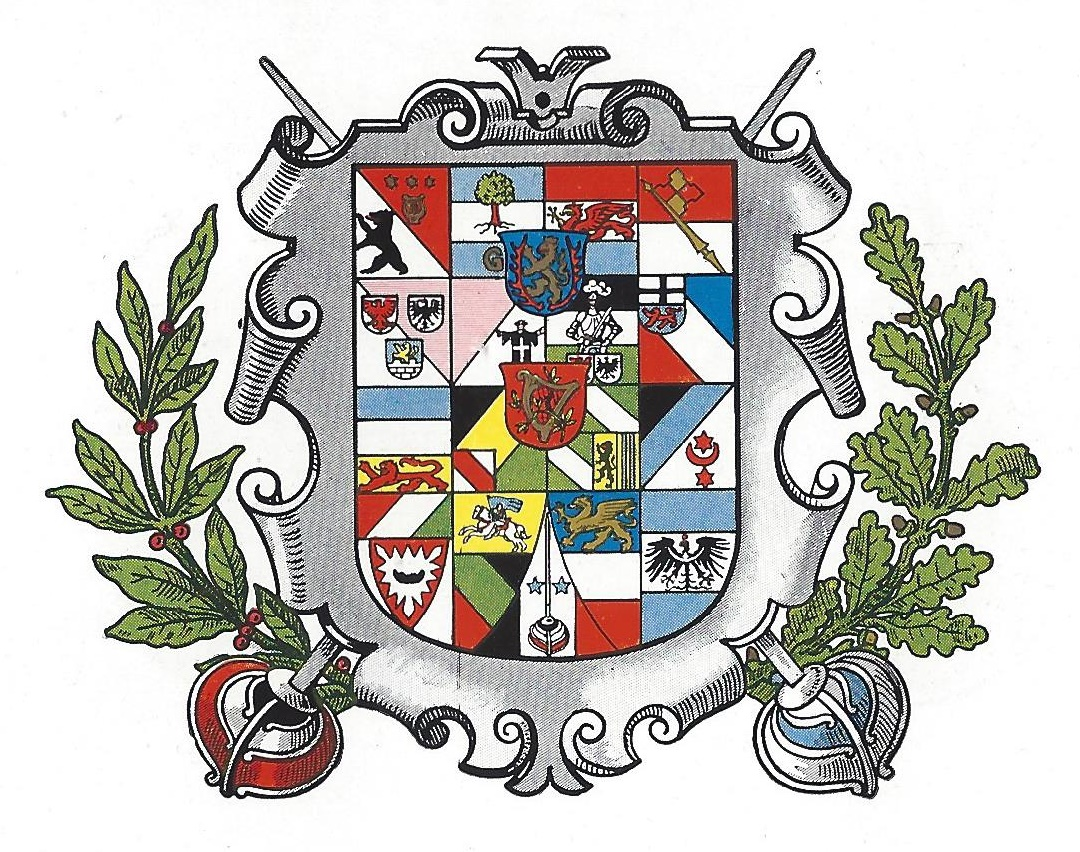
Sondershäuser Verband

Der Sondershäuser Verband Akademisch-Musikalischer Verbindungen (SV) ist ein Korporationsverband musischer, nichtschlagender und farbenführender Studentenverbindungen in Deutschland und Österreich. Ihm gehören derzeit 23 aktive Verbindungen und 8 Philisterverbände an, deren Aktivitas vertagt ist (siehe: Liste der Verbindungen im Sondershäuser Verband). Die Zahl der Mitglieder beträgt ca. 3000.

## Der Sondershäuser Verband als Kulturverband
Gemeinsame Grundlage der SV-Verbindungen ist das musische Prinzip, das besonders durch Chöre, Orchester und Theateraufführungen gepflegt wird. Darüber hinaus gibt es in den einzelnen Verbindungen zum Teil auch andere musische Gruppen wie Bigbands oder Rockbands. Der SV selbst veranstaltet mehrmals im Jahr diverse Workshops und Fortbildungswochenenden zum Thema Chor- und Orchestermusik, Jazz, Tanz und Theater, teilweise in Kooperation mit der Landesmusikakademie Sondershausen.
Unter den Mitgliedsvereinen des SV sind seit den 1970er Jahren auch Gemischtbünde, was bedeutet, dass sie auch Studentinnen aufnehmen (derzeit sind 18 der 23 im SV zusammengeschlossenen Vereine gemischt, ein weiterer Verein nimmt ausschließlich Frauen auf). Damit ist der Sondershäuser Verband heute der einzige bundesweit organisierte Kulturverband für Studierende, da es auch sonst keinen anderen studentischen Zusammenschluss auf Bundesebene gibt.
In Zusammenarbeit mit der Landesmusikakademie Thüringen in Sondershausen bot der Sondershäuser Verband ab November 2006 eine jährlich einmal stattfindende Seminarreihe zum Thema „Kulturmanagement im musikalisch – nichtkommerziellen Bereich“ an. Mit der Stadt Sondershausen gibt es bereits seit der Wiedervereinigung regelmäßige Zusammenarbeit, wie z. B. im Rahmen des Verbandsfestes des Sondershäuser Verbandes, das alle fünf Jahre zu Pfingsten stattfindet (zuletzt 2017) und in dessen Rahmen der SV eine Vielzahl von Konzerten und Theateraufführungen in der Stadt Sondershausen veranstaltet.
Am 12. August 2017 wurde in Sondershausen von Bürgern aus Sondershausen und der Umgebung sowie SVern der Freundeskreis des Sondershäuser Verbandes (SV) e. V. gegründet. Ziel des Vereines ist es, die Zusammenarbeit von Funktionsträgern und Bürgern der Musikstadt Sondershausen und Mitgliedern des Dachverbands zu institutionalisieren und somit eine stärkere Verbindung zwischen Verband und Heimatstadt zu schaffen. Außerdem wird über den Freundeskreis ein zusätzliches Angebot kultureller Veranstaltungen aus dem Verband in der Musikstadt angeboten.

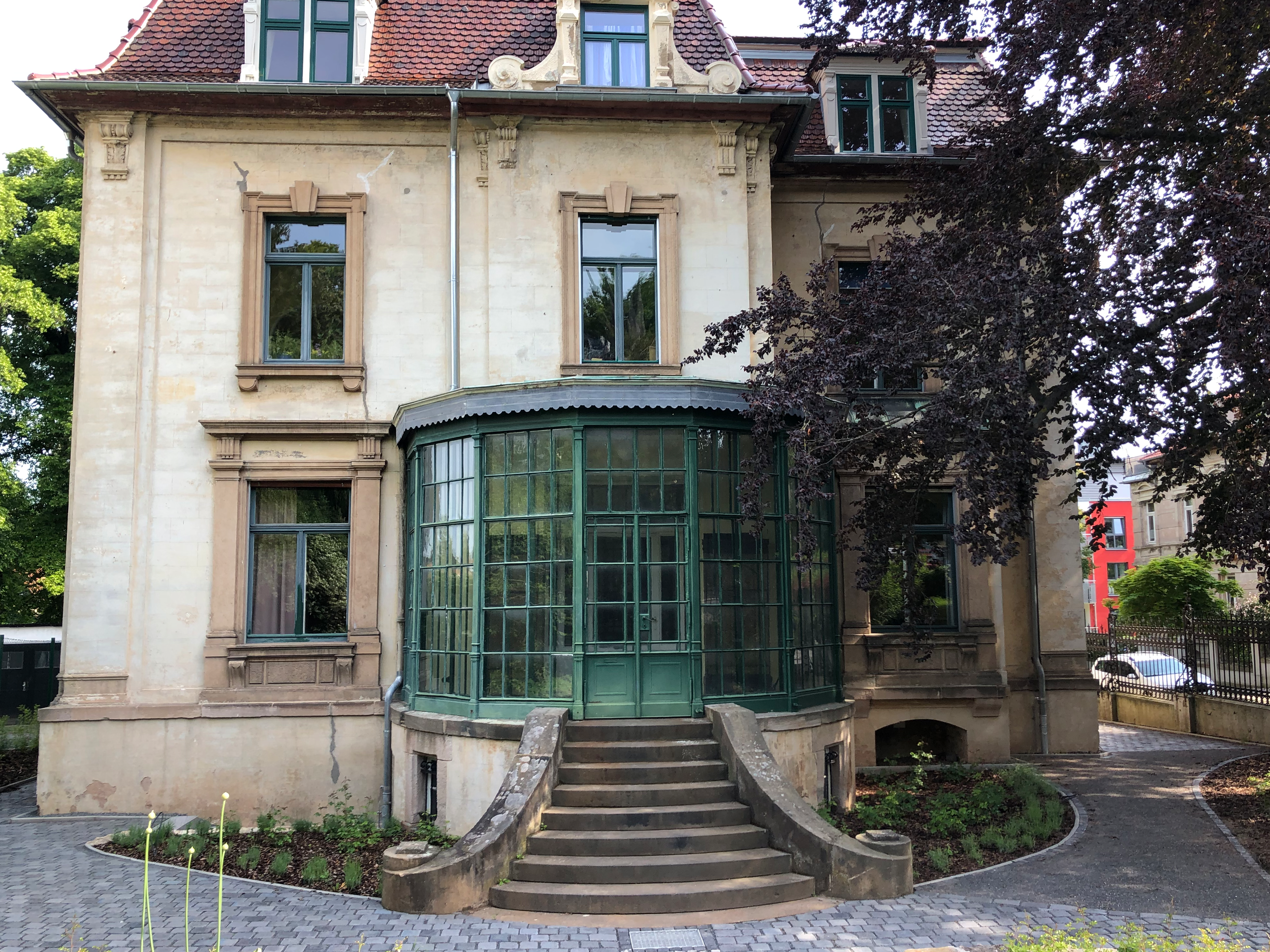
Die Lindnersche Villa in der Sondershäuser Göldnerstraße 6, von der Gartenseite aus gesehen. Das Archiv des Sondershäuser Verbandes befindet sich in diesem Gebäude.

Der Sondershäuser Verband unterhält in einem Gebäude in Sondershausen, der sogenannten Lindner-Villa in der Göldnerstraße 6, sein Verbandsarchiv.

## Geschichte

Wappen des Sondershäuser Verbandes Akademisch-Musikalischer Verbindungen.

Tabellarische Übersicht über die Geschichte des SV aus der 4. Auflage (2017, S. 40f) des SV-Handbuchs.
| 1865                 | Erstes deutsches Sängerfest in Dresden. Hier begegnen sich Vertreter der Akademischen Liedertafel (ALT) Berlin und des AGV München.                                                  |
| 18. Juli 1867        | Annahme eines Kartellvertrages zwischen beiden Vereinen. Dieses Datum gilt als Gründungstag des heutigen SV.                                                                         |
| 1880                 | Zusammenrücken der Verbindungen in diesem Kartellvertrag zum „Kartellverband deutscher Studenten-Gesangvereine“.                                                                     |
| 1884                 | Gründung der Kartell-Zeitung. In dieser Zeit auch erste Orts- und Bezirksverbände.                                                                                                   |
| 1894                 | Erstes Kartellfest zu Pfingsten in Sondershausen. |
| 1897                 | Namensänderung in „Sondershäuser Verband (SV)“. |
| 1914                 | Verabschiedung von 6 Leitsätzen zu Fragen des musischen und des schwarzen Prinzips.                                                                                                  |
| 1919                 | Der erste Verbandstag nach dem Ersten Weltkrieg bekräftigt die 1914 verfassten Leitsätze.                                                                                            |
| 22. November 1919    | Gründung des Philisterverbandes „Verband alter SVer (VASV)“. |
| 1925                 | Gründung der „Notgemeinschaft aller SVer“, Einführung der SV-Nadel. |
| 1929                 | Erstes Verbandsfest nach dem Ersten Weltkrieg in Sondershausen. |
| 1933                 | Der SV wird durch die Nationalsozialisten nach dem „Führerprinzip“ organisiert. |
| 1935                 | Letztes Verbandsfest vor der Teilung Deutschlands. |
| 27. Oktober 1935     | Auflösung des SV. |
| Pfingsten 1939       | Nach Einrichtung von Erinnerungsräumen im Sondershäuser Schloss beschließt der VASV im Rahmen eines vermeintlich allerletzten, kleinen Verbandsfestes die Liquidation des Verbandes. |
| 1950                 | Wiederherstellung des VASV durch Aufhebung des Liquidationsbeschlusses von 1939 (die Liquidation war durch den Kriegsausbruch nie zur Ausführung gekommen).                          |
| 18.–19. Januar 1951  | Erarbeitung und Annahme einer neuen SV-Satzung. Dadurch Neugründung des aktiven SV.                                                                                                  |
|                      | Erster Verbandspräsident: Harro Braun (M). |
| 1951                 | Ablehnung der Satisfaktion mit der Waffe. |
| 1957                 | Erstes Verbandsfest nach dem Zweiten Weltkrieg in Landau in der Pfalz. |
| 1967                 | Verbandsfest zum 100-jährigen Bestehen des SV in München. |
| 1971                 | Gemeinsamer Vertretertag von SV und VASV in Kiel: Verabschiedung der sog. „Kieler Beschlüsse“.                                                                                       |
| 1976                 | „Bonner Beschlüsse“ des SV: Freigabe der Aufnahme weiblicher Mitglieder in den aktiven Bünden.                                                                                       |
|                      | VASV: Einführung der Präambel mit den Prinzipien „Lied – Freundschaft – Vaterland“ einschließlich einer Festlegung auf Männerbünde in die VASV-Satzung.                              |
| 1982                 | Verbandsfest in Nürnberg mit 2.000 Teilnehmern. |
| 1988                 | Kleines Verbandsfest in Lorsch an der Bergstraße. |
| 1992                 | Großes Verbandsfest zum 125-jährigen Bestehen des SV in Mannheim. |
| 1993                 | Öffnung des VASV auch für Philistriertenverbände mit weiblichen Mitgliedern. Bekräftigung der Zusammengehörigkeit von aktivem SV und VASV.                                           |
|                      | Übernahme der Präambel der VASV-Satzung mit den Prinzipien „Lied – Freundschaft – Vaterland“ in die Satzung des aktiven SV.                                                          |
| 1994                 | Kleines Verbandsfest in Sondershausen zum 100. Jahrestag des ersten Kartellfestes von 1894. Erstes SV-Fest in Sondershausen sei 1935.                                                |
| 1997                 | Großes Verbandsfest in Sondershausen zum 130. Jahrestag des Kartellvertrages und zum 100. Jahrestag des Namens „Sondershäuser Verband“.                                              |
| 2002                 | Großes Verbandsfest in Sondershausen (135 Jahre SV). |
| 01. Mai 2006         | Festkonzert des SV im Hamburger „Michel“. |
| 2007                 | Großes Verbandsfest in Sondershausen (140 Jahre SV). |
| 2008                 | Aufnahme der AMDV Caecilia Hamburg als erste reine Damenverbindung. |
| 2012                 | Großes Verbandsfest in Sondershausen (145 Jahre SV). |
| 2017                 | Großes Verbandsfest zum 150-jährigen Bestehen des SV in Sondershausen. |
| 8.–10. November 2019 | Festtage zum 100-jährigen Bestehen des VASV in München. |
| 2023                 | Großes Verbandsfest in Sondershausen (155 Jahre SV, wegen der COVID-19-Pandemie um ein Jahr verschoben).                                                                             |

## Mitgliederverzeichnisse
- Otto Grübel, Sondershäuser Verband Deutscher Studenten-Gesangvereine (SV): Kartelladreßbuch. Stand vom 1. März 1914. München 1914.
- Sondershäuser Verband Deutscher Sängerverbindungen: A.H.-Anschriften-Buch. Mitgliederverzeichnisse sämtlicher A.H.-Verbände. (Stand vom 15. April 1929). München 1929.
- Verband Alter SVer (VASV): Anschriftenbuch. Mitgliederverzeichnis sämtlicher Alten Herren. Stand vom 1. Oktober 1937. Hannover 1937.
- Verband Alter SVer (VASV): Anschriftenbuch und Vademecum. Ludwigshafen am Rhein 1959.
- Verband Alter SVer (VASV): Anschriftenbuch Herbst 2019. VASV-Anschriftenbuch vom 17. Oktober 2019. o. O. [2019].